# Јелена Перчин
Јелена Перчин (Дубровник, 19. јануар 1981) хрватска је глумица.

## Биографија

### Образовање
Рођена је 19. јануара 1981. године у Дубровнику. Гимназију похађа у Загребу, где је и наступала у драмској групи. 2000. године уписује Академију драмске умјетности у Загребу. У лето 2001. године, након завршене прве године, први пут се појављује у представи Четврта сестра у режији Ивице Бобан на Дубровачким љетним играма. Године 2002. игра у Повезаним интересима, у режији В. Тауфера. Исте године у јесен ангажована је у Градском позоришту Пожега, у представи Пипи Дуга Чарапа, у режији Т. Павковића. Године 2003. започиње сурадњу с Истарским народним казалиштем у Пули, у представи Не гризи нокте Лидија, у режији Оливера Фрљића и са загребачким ИТД-ом у представи Топ режисера Роберта Рапоње.
У лето исте године поновно игра на Дубровачким љетним играма у Радионици за шетање, измишљање и причање Б. Јелчића и Грижули Паола Магеллиа. Од 2003. године стални је члан ансамбла позоришта у Вировитици за чију је представу Женидба добила 2004. године награду која се додељује младим глумцима на 7. Фестивалу пучког театра Омишаљ – Чавле. Тренутно, уз Женидбу, игра у представама Дуг пут кући, Арапска ноћ и Вишњик.

### Каријера
Прву већу улогу одиграла је у теленовели Вила Марија, где је тумачила Мајду. Телевизијској публици је ипак најпознатија по двема улогама: стидљивој сликарки Ани Фијан у сапуници Забрањена љубав, те вамп водитељки Нини Деверић у криминалистичкој серији Добре намјере. Након завршетка те серије добија улогу младе стажисткиње у ТВ серији Хитна 94.

### Приватно
Била је удата за Кристијана Бабића у периоду 2008-2011. и са њим има кћер Лоту. Од 2018-2023 године је била у браку 
са колегом Момчилом Оташевићем и са њим има двоје деце.
Говори енглески и италијански језик.

## Улоге
| Год.      | Назив               | Улога            |
| --------- | ------------------- | ---------------- |
| 2000      | Велико спремање     | Корина           |
| 2001      | Како лош сон        | девојка          |
| 2004-2005 | Вила Марија         | Мајда Полованец  |
| 2005      | Дуга мрачна ноћ     | Миља             |
| 2005      | Наша мала клиника   | Шемсина девојка  |
| 2005-2007 | Забрањена љубав     | Ана Фијан        |
| 2006      | Бибин свијет        | Сњежана          |
| 2008      | Битанге и принцезе  | Лана             |
| 2007-2008 | Добре намјере       | Нина Деверић     |
| 2007-2008 | Хитна 94            | Ивона Златар     |
| 2010-2011 | Најбоље године      | Дуња             |
| 2011      |                     | Лада             |
| 2013      |                     | Милена           |
| 2013-2014 | Зора дубровачка     | Деса Шимуновић   |
| 2014      | Мост на крају света | Иванка           |
| 2016      | Због тебе           | Сара             |
| 2015-2016 | Куд пукло да пукло  | Миранда Жеравица |
| 2017      |                     | Ивана            |
| 2018      | Пијавице            |                  |